# Дворядник крейдяний
Дворядник крейдяний (Diplotaxis cretacea) — вид рослин з родини капустяних (Brassicaceae), поширений у Молдові, Україні, європейській Росії.

## Опис
Однорічна рослина 30–80 см заввишки. Стебла численні, запушені тільки біля основи. Листки світло-зелені, перистороздільні або перисторозсічені, товстуваті, до 8 см завдовжки, з часточками подовжено-ланцетними, цільними, притупленими або тупими, до 12 мм завдовжки і 5 мм завширшки. Стручки 3–4 см завдовжки, 2–2.5 мм шириною, голі; чашечка 4–5 мм довжиною, волосисті, пелюстки 7–9 мм довжиною: жовті, пізніше помаранчеві.

## Поширення
Поширений у Молдові, Україні, європейській Росії. Зростає на сухих вапняних схилах.
В Україні вид зростає на крейдяних відслоненнях по річці Оскол (Дворічна — Тополі) і в Донецькій області (Амвросіївна).

## Використання
Потенційний донор генів для культивованої багаторічної D. tenuifolia.